# Rokån
Rokån, å i södra Norrbottens kustland, Piteå kommun. Längd 55 km, avrinningsområde 229 km².
Rokån rinner upp i Rokträsket, mitt i ett myrområde ca 40 km väster om Piteå, mellan Lillpiteälven och Åbyälven, och strömmar först några mil parallellt med den senare älven (på ca en halvmils avstånd), till att börja med åt sydost men vid Önusberget alltmer rakt åt öster. 
Nära Fagerheden lämnar Rokån kontakten med Åby älvdal, går under landsvägen mellan Piteå och Arvidsjaur, och löper någon mil senare ut i Kalaträsket (148 m ö.h.) vid Kalamark. Från Kalaträsket går Rokån rakt norrut tillbaka mot arvidsjaurvägen, går under denna och böjer sedan av österut. Någon mil senare passeras byn Roknäs och strax söder om denna mynnar Rokån ut i Svensbyfjärden i Piteälvens avrinningsområde.